# Titanatemnus monardi
Titanatemnus monardi är en spindeldjursart som beskrevs av Max Vachon 1935. Titanatemnus monardi ingår i släktet Titanatemnus och familjen Atemnidae. Inga underarter finns listade i Catalogue of Life.